# Kežmarok (zámek)
Kežmarok je hrad přestavěný na zámek ve stejnojmenném městě na Slovensku. Založen byl po polovině patnáctého století na místě kostela svaté Alžběty z poloviny třináctého století a v sedmnáctém století byl přestavěn na pozdně renesanční zámek.

## Historie
Hrad založil Štěpán Zápolský na pokyn krále Matyáše Korvína v roce 1462. Pro staveniště zvolil místo, kde u severní části městských hradem od poloviny třináctého století stál kostel svaté Alžběty. Dlouholetými majiteli hradu byla rodina Thököly. Na nádvoří hradu jsou základy pozdně románského kostela z 13. století. Z 15. století pocházejí gotické prvky některých traktů hradu, který byl renesančně, barokně a klasicistně upravován. Cenným památkovým objektem je raně barokní kaple. Hrad v roce 1787 vyhořel, jeho památková obnova začala počátkem 20. století.
Nad portálem vstupní věže se nachází tabule, která zobrazuje erb Štěpána I. Thökölyho a jeho manželky Kateřiny Thurzové. Nad erby je nápis: „TVRRIS FORTISSIMA // NOMEN DOMINI“, pod erby „STEPHANUS TÖKÖLI DE KESMARK // ANNO SALUTIS 1628 TVRRIM HANC RENOVARI CURAVIT“.